# Vlag van Kōchi

Vlag van Kōchi (ratio 2:3)

De prefecturale vlag van Kōchi bestaat uit een kastanjebruin vlak met een wit gestileerd kanji 土 [to] (van Tosa, de oude naam van Kochi) en katakana-karakter コ [ko] (van Kōchi) in het midden. Deze zijn gecombineerd om een cirkelvormig ontwerp te creëren: het zwaardvormige deel symboliseert vooruitgang, en de cirkel voor vrede en samenwerking. De prefecturale vlag werd op 15 april 1953 aangenomen.